# Myiothlypis
Myiothlypis — рід горобцеподібних птахів родини піснярових (Parulidae). Представники цього роду мешкають в Центральній і Південній Америці.
За результатами молекулярно-філогенетичного дослідження низку видів, яких раніше відносили до роду коронник (Basileuterus) перевели до відновленого роду Myiothlypis.

## Опис
Більшість представників роду Myiothlypis мають середню довжину 13-14,5 см. Верхня частина тіла в них жовта або оливкова, а нижня частина тіла жовта або сіра. Представники цього роду мають помітні смужки на тім'ї, скронях, або над очима, схожі на брови або на віночок.

## Види
Виділяють вісімнадцять видів:
- Коронник оливковий, Myiothlypis luteoviridis
- Коронник санта-мартійський, Myiothlypis basilica
- Коронник бразильський, Myiothlypis leucophrys
- Коронник жовтий, Myiothlypis flaveola
- Коронник сивоголовий, Myiothlypis leucoblephara
- Коронник чорноголовий, Myiothlypis nigrocristata
- Коронник світлоногий, Myiothlypis signata
- Коронник блідий, Myiothlypis fulvicauda
- Коронник річковий, Myiothlypis rivularis
- Коронник цитриновий, Myiothlypis bivittata
- Коронник рораїманський, Myiothlypis roraimae
- Коронник золоточеревий, Myiothlypis chrysogaster
- Коронник чокоанський, Myiothlypis chlorophrys
- Коронник колумбійський, Myiothlypis conspicillata
- Коронник сірогорлий, Myiothlypis cinereicollis
- Коронник сизий, Myiothlypis fraseri
- Коронник сірощокий, Myiothlypis coronatus
- Коронник венесуельський, Myiothlypis griseiceps

## Етимологія
Наукова назва роду Myiothlypis походить від сполучення слів дав.-гр. μυια — муха і θλυπις — пташка.